# خوسه ماریا آرگداس
خوزه ماریا آرگداس ((به اسپانیایی: José María Arguedas) ‏ ۱۸ ژانویه ۱۹۱۱-۲ دسامبر ۱۹۶۹م) رمان‌نویس، و شاعر پرویی بود. شناخت دقیقی بر فرهنگ سرخ‌پوستی آمریکای لاتین داشت.